# Меркурий-Атлас-4
Меркурий-Атлас-4 — первый успешный непилотируемый орбитальный космический полёт по программе «Меркурий». Аппарат стартовал 13 сентября 1961 года. Облетев один раз Землю космический корабль приводнился в 176 милях восточнее Бермудских островов.

## Полет
На борту был установлен Симулятор астронавта. Корабль сделал один виток вокруг Земли. Этот полет был орбитальным тестом связи Mercury Tracking Network (MTN) и первым успешным орбитальным летным испытанием по программе Меркурий. Все предыдущие успешные запуски были суборбитальными. Полезный груз состоял из экспериментального тренажера (чтобы вести контроль за состоянием окружающей среды), двух магнитофонов с записью голоса человека (чтобы проверить сеть связи по траектории полета), системы жизнеобеспечения, трех камер и датчиков по контролю уровня шума, вибрации и радиации. Полет продемонстрировал способность ракеты Атлас D LV-3B, вывести капсулу Меркурия на орбиту, работоспособность капсулы и её систем, возможность работать полностью автономно, также были получены отличные снимки Земли. Таковы были результаты одного витка вокруг Земли. Капсула приводнилась в 176 милях к востоку от Бермуд. Через один час и 22 минуты после приводнения военный корабль США «Декейтер» (USS Decatur DD-936) (который был в 34 милях от приводнения) поднял капсулу.
Полетом МА-4 были успешно достигнуты все цели полета.
Миссия использовала космический корабль Меркурий № 8 А (который стартовал на аварийном запуске МА-3 миссии как космический корабль № 8), и Атлас № 88-D.